# 초단주기 행성
초단주기 행성(Ultra-short-period planets)은 태양질량 0.88배 이하의 항성을 1일(지구 시간) 미만의 주기로 공전하는 외계 행성을 말한다. 이들은 어머니 항성을 그 어떤 행성체보다도 가까운 곳에서 돈다.
지금까지 우리 은하의 은하 팽대부에서 다섯 개의 초단주기 행성이 발견되었다. 로스 앤젤레스 소재 캘리포니아 대학교 하이 얼티튜드 천문대, INAF, Universidad Catolica de Chile의 천문학자들이 허블 우주 망원경을 이용하여 이들을 발견하는 데 성공했다.

## 참고 문헌
1. 1 2  Sahu, K.C. et al. 2006. Transiting extrasolar planetary candidates in the Galactic bulge. Nature 443:534-540